# Zatox
Zatox is de artiestennaam van de Italiaanse hardstyle-producer en -dj Gerardo Roschini. In 2002 begon hij met produceren onder verschillende aliassen, zoals:
- Ironblood
- Machinehead
- Supaboyz
- Smashing Guys
- Tat & Zat (een samenwerking met Tatanka)
- Wild Motherfuckers (een samenwerking met Tatanka)
- Zairon

Zatox bracht zijn werk vooral uit onder het Italiaanse label Wicked Records, maar sommige producties werden uitgebracht bij andere labels. In 2010 startte Zatox zijn eigen platenlabel, genaamd Italian Hardstyle. Ook The R3bels gingen mee, een hardstyle-duo waar hij in het verleden mee had samengewerkt. Later kwamen Davide Sonar, Vamper en Maxter (een van de twee artiesten van The R3bels) naar dit label.

## Discografie

### Albums
| Album met hitnotering(en) in de Vlaamse Ultratop 200 albums | Datum van verschijnen | Datum van binnenkomst | Hoogste positie | Aantal weken | Opmerkingen |
| ----------------------------------------------------------- | --------------------- | --------------------- | --------------- | ------------ | ----------- |
| Qlimax 2011                                                 | 02-12-2011            | -                     |                 |              |             |

### Singles
| Single met hitnotering(en) in de Vlaamse Ultratop 50 | Datum van verschijnen | Datum van binnenkomst | Hoogste positie | Aantal weken | Opmerkingen |
| ---------------------------------------------------- | --------------------- | --------------------- | --------------- | ------------ | ----------- |
| My life                                              | 2012                  | 21-04-2012            | tip14           | -            |             |

### Overige
| Release                                       | Alias                                | Label                         | Jaar |
| --------------------------------------------- | ------------------------------------ | ----------------------------- | ---- |
| Gunflame EP                                   | Smashing Guys                        | Wicked Records                | 2002 |
| Diabolika EP                                  | Smashing Guys                        | Wicked Records                | 2003 |
| I'm Techno                                    | Zairon                               | Ipnotika                      | 2003 |
| Caput Mundi EP                                | Zatox                                | Wicked Records                | 2003 |
| Eternity Life EP                              | Zatox                                | Wicked Records                | 2003 |
| Don't Stop                                    | Zairon                               | Ipnotika                      | 2004 |
| Jako                                          | Gerardo Roschini                     | Wicked Records                | 2004 |
| Shuttafuck                                    | Ironblood                            | Ipnotika                      | 2004 |
| Chaos Legion                                  | Machinehead                          | Wicked Records                | 2004 |
| Control Your Body EP                          | Smashing Guys                        | Wicked Records                | 2004 |
| Big Bang EP                                   | Smashing Guys                        | Wicked Records                | 2004 |
| We Are Still Here                             | W.A.S.H.                             | Droppin' Beats                | 2004 |
| Wake Up                                       | Smashing Guys                        | Wicked Records                | 2005 |
| Master Flat                                   | Supaboyz                             | Scantraxx                     | 2005 |
| The Future / Mover                            | W.A.S.H.                             | Droppin' Beats                | 2005 |
| Superstar / Payback                           | Zairon                               | Ipnotika                      | 2005 |
| Apocalypse                                    | Zatox                                | Wicked Records                | 2005 |
| Overdose EP                                   | Zatox                                | Wicked Records                | 2005 |
| Destroy EP                                    | Gerardo Roschini                     | Wicked Records                | 2005 |
| Sensation EP                                  | Gerardo Roschini                     | Wicked Records                | 2005 |
| Revolver EP                                   | Ironblood                            | Wicked Records                | 2005 |
| Phenomena EP                                  | Machinehead                          | Wicked Records                | 2005 |
| Microcheck                                    | ZTX                                  | Droppin' Beats                | 2005 |
| Radio Alarm                                   | W.A.S.H.                             | Droppin' Beats                | 2006 |
| Fuck It Up                                    | Wild Motherfuckers                   | Droppin' Beats                | 2006 |
| Bad Time / Mofoclub                           | Zatox                                | Wicked Records                | 2006 |
| Scanner EP                                    | Zatox                                | Wicked Records                | 2006 |
| The Anthem                                    | Overload                             | Droppin' Beats                | 2006 |
| Ultravox EP                                   | Ironblood                            | Wicked Records                | 2006 |
| Headwave / Defcon 5                           | Machinehead                          | Wicked Records                | 2006 |
| I Love Hardstyle                              | ZTX                                  | Droppin' Beats                | 2006 |
| Fother Mucker                                 | Wild Motherfuckers                   | Zanzatraxx                    | 2007 |
| Deep Into Your Soul                           | Zairon                               | Ipnotika                      | 2007 |
| Remix 01                                      | Zairon & Smashing Guys               | Ipnotika                      | 2007 |
| Can't Stop / So Fight                         | Zatox & Activator                    | Wicked Records                | 2007 |
| Get Drunk                                     | Activator & Zatox                    | Activa Records                | 2007 |
| Don't Let It Go                               | Zatox & Activator                    | Wicked Records                | 2007 |
| Alright                                       | Kat meets Gerardo Roschini           | Wicked Records                | 2007 |
| Gold Medley With Strange                      | Tat & Zat                            | Droppin' Beats                | 2007 |
| Smokin' 'N Pourin'                            | ZTX & Kingsman                       | Droppin' Beats                | 2007 |
| Scary Track / Skleroxx                        | Tat & Zat                            | Zanzatraxx                    | 2008 |
| B2BW                                          | Wild Motherfuckers                   | Droppin' Beats                | 2008 |
| Stand Up                                      | Zairon                               | Ipnotika                      | 2008 |
| Still Drunk                                   | Activator & Zatox                    | Activa Records                | 2008 |
| So High                                       | Zatox                                | Wicked Records                | 2008 |
| Proud To Be Loud / Skeleton                   | Tat & Zat                            | Droppin' Beats                | 2009 |
| Gangsta / Love Theme From The Godfather       | Tatanka & Zatox                      | Zanzatraxx                    | 2009 |
| Vintage EP                                    | Zatox                                | Wicked Records                | 2009 |
| Can You Feel It                               | Zenith & Zatox                       | Trance Communications Records | 2009 |
| Oxygen                                        | Zatox & Activator                    | Wicked Records                | 2009 |
| Choir / Pumping Blood                         | Zatox meets The R3bels               | Wicked Records                | 2009 |
| Master And Slave                              | Zatox presents Vyolet                | Wicked Records                | 2009 |
| Creation EP                                   | Zatox                                | Italian Hardstyle             | 2010 |
| Raw Style EP                                  | Zatox                                | Italian Hardstyle             | 2010 |
| A New Dimension / No One Excluded             | Zatox & A-lusion                     | Italian Hardstyle             | 2010 |
| Kickin' Ass / Loops & Things                  | Zatox & Tatanka                      | Italian Hardstyle             | 2010 |
| Uocciu Fink                                   | Feita & Ralfio aka Activator & Zatox | Activa Records                | 2010 |
| Uocciu Fink (Re-Worked Mix)                   | Feita & Ralfio aka Activator & Zatox | Activa Records                | 2011 |
| Irreplaceable / Can't Hold Us Back            | Zatox                                | Italian Hardstyle             | 2011 |
| Oldskool / Tanz Electrik (The R3bels Remix)   | Zatox                                | Italian Hardstyle             | 2011 |
| Hard Bass (Official Hard Bass Anthem 2011)    | Wild Motherfuckers                   | B2S Records                   | 2011 |
| Madhouse                                      | D-Block & S-te-Fan & Zatox           | Scantraxx Evolutionz          | 2011 |
| Indoctrination                                | Zatox & Ran-D                        | A² Records                    | 2011 |
| Audio Attack                                  | Coone & Zatox                        | Dirty Workz                   | 2011 |
| Another Level EP                              | Zatox                                | Italian Hardstyle             | 2011 |
| No Way Back (Official Qlimax Anthem 2011)     | Zatox                                | Gratis Release, -             | 2011 |
| Odissea 2011 / The Revolution                 | Zatox & The R3belz / Zatox & Vamper  | Italian Hardstyle             | 2011 |
| Winter                                        | Zatox                                | Italian Hardstyle             | 2012 |
| It Must Be                                    | Zatox & Max Enforcer                 | Italian Hardstyle             | 2012 |
| My Life                                       | Zatox                                | Italian Hardstyle             | 2012 |
| Unite                                         | Zatox                                | Italian Hardstyle             | 2012 |
| Fuck You Up                                   | Zatox                                | Italian Hardstyle             | 2012 |
| D.E.C.I.B.E.L. (Official Decibel Anthem 2012) | Zatox                                | Italian Hardstyle             | 2012 |
| Check Out The Drop                            | Zatox                                | Unite Records                 | 2013 |
| Action                                        | Zatox & Villain                      | Unite Records                 | 2013 |
| You Make The Change                           | Zatox                                | Unite Records                 | 2013 |

## Remixes
Zatox heeft ook enkele remixes gemaakt, onder verschillende aliassen.
| Release                                  | Artiest                     | Label           | Jaar |
| ---------------------------------------- | --------------------------- | --------------- | ---- |
| Tube (Zatox Remix)                       | S.K.9.                      | Wicked Records  | 2003 |
| Better Dayz (Zatox Remix)                | Hard'Onez                   | Ipnotika        | 2004 |
| Maphia (Zatox Remix)                     | Megaton                     | Ipnotika        | 2004 |
| Insane (Gesko Mix)                       | Tatarola feat. Da Rook MC   | Zanzatraxx      | 2005 |
| Don't Move (Zatox Remix)                 | Tatanka                     | Zanzatraxx      | 2005 |
| Freestyle (Zatox Remix)                  | Da Blaze                    | Ipnotika        | 2005 |
| Track Addicted (Zatox Remix)             | T.A.T.                      | Zanzatraxx      | 2005 |
| Killashot (Tatanka & Zatox Remix)        | Kayem vs. Dark Angel        | Droppin' Beats  | 2006 |
| The Prophecy (Zatox Remix)               | Next Generation             | Ipnotika        | 2006 |
| United Force (Zatox Remix)               | Next Generation             | Ipnotika        | 2006 |
| Nuclear Sun 6.0 (DJ Zax Remix)           | DJ Satomi                   | Digital Sun     | 2006 |
| Give Me All Your Money (Zatox Remix)     | Ado & Montorsi              | Green Force     | 2006 |
| Postal (Zatox Remix)                     | Da Revolutionists           | Droppin' Beats  | 2007 |
| Money Talks Bullshit Walks (Zatox Remix) | Tuneboy                     | Titanic Records | 2008 |
| Lost In Dreams (Tat & Zat Remix)         | Mike NRG                    | Q-Dance         | 2008 |
| Weapon (The R3bels & Zatox Remix)        | R3zonance                   | Ipnotika        | 2009 |
| Bringing The Funk (Zatox Remix)          | Marlon S meets Digital Punk | TiLLT! Records  | 2011 |
| Legends (Zatox Remix)                    | Razihel feat. TeamMate      | Monstercat      | 2016 |